# ばくはつ大将
『ばくはつ大将』（ばくはつたいしょう）は、講談社の月刊漫画雑誌『ぼくら』に1967年1月号から同年12月号まで連載されていた辻なおきの漫画作品。青空学園を舞台にした涙あり笑いありの痛快学園ストーリーである。
本記事では、これを原作とするアニメ『ばくはつ五郎』（ばくはつごろう）についても記述する。

## ストーリー
青空学園に転校してきた中学生の大石五郎が、新聞部に入部し、学校生活の中で行きがかり上様々な運動部で活躍する。

## 登場人物
大石 五郎（おおいし ごろう）
声 - 中山輝夫
本編の主人公である男子中学生。青空学園2年A組に転校し、新聞部に入部する一方、様々な運動部で活躍する。
明朗快活で正義感が強く、思いやりがある反面、短気で喧嘩っ早く、怒りが頂点に達すると、「爆発だ!!」と叫んでは大きな力を出す。
岡山県生まれで、父親とは既に死別しており、酒屋を経営している叔父夫婦の家に引き取られている。
三枝 まゆみ（さえぐさ まゆみ）
声 - 杉山佳寿子
準主役にしてヒロインの女子中学生。五郎と同じ青空学園2年A組に通うクラスメートで、新聞部の部長。やや勝ち気だが知性と優しさを併せ持つ。
喧嘩っ早い五郎には手を焼いていたが、次第に引き込まれていく。
輪島 一平（わじま いっぺい）
声 - 小宮山清
五郎、まゆみのクラスメートである男子中学生。新聞部ではカメラマンとして活動している。丸刈りで眼鏡をかけており、富士額が特徴。やや気は弱いが、明朗で優しい性格の持ち主。
まゆみを「親分」と呼んで慕っている。「〜ざんす」と語尾につけて話すことが多い。
兵藤 大介（ひょうどう だいすけ）
声 - 上田敏也
荒熊 源太（あらくま げんた）
声 - 細井重之
青空学園3年生で、柔道部の部長。強面でプライドが若干高いが、リーダーシップに長け、正義感は強い。まゆみを慕っている。
鬼丸 武（おにまる たけし）
声 - 矢田耕司
五郎のクラスメートで、柔道部の副部長にして柔道部三下たちのリーダー。荒熊とは正反対に、陰険かつ乱暴な性格であり、柔道部員が起こす問題行為の大元の元凶でもある。
萩野 ユリ（はぎの ゆり）
声 - 栗葉子
五郎のクラスメート。地元の建設会社「萩野建設」社長の一人娘。五郎を慕うあまり、始めはまゆみや新聞部に反発的だったが、やがて五郎たちの良き仲間となる。
浜田 寅之助（はまだ とらのすく）
声 - 村松康雄
新聞部の顧問教師。通称「ハマトラ」。
細川 忠文（ほそかわ ただふみ）
声 - 市川治
青空学園3年生で、剣道部の部長。体が弱く、さらに目も悪かったが、治療の末に立ち直った。家は神社。
清水（しみず）
声 - 肝付兼太
柔道部員。鬼丸同様、五郎のクラスメートであり、五郎に敵対意識を持っている。
斉藤（さいとう）
声 - 栗葉子
青空学園女性教師で、五郎のクラス2年A組の担任。社会科担当。
青空学園校長
声 - 勝田久
赤原（あかはら）
声 - 納谷悟朗
青空学園の教頭。校長には頭が上がらない反面、浜田や生徒たちには口うるさく、生徒間の評判は芳しくない。紫色のスーツを常着しており、パイプを愛用している。

## アニメ版
『ばくはつ五郎』（ばくはつごろう）のタイトルで、1970年4月3日から同年9月25日までTBS系列局で放送。製作はTCJ （現・エイケン）。全26話。放送時間は毎週金曜 19:00 - 19:30 （日本標準時）。
2009年5月には、TBSチャンネルでデジタルリマスター版が放送された。

### スタッフ
- 演出 - 高垣幸蔵、鳥居宥之、岡田宇啓、河内功、舘輝柾、山本功、村山徹
- 音楽 - 司一郎
- オーディオ演出 - 小松亘弘（東北新社）
- 作画監督 - 毛内節夫、月川秀茂
- チェッカー - 尾崎孝
- 効果 - 東京効果工房
- 録音 - 遠矢征夫（NJF）
- 声優協力 - 河の会、同人舎、演協、俳協

### 主題歌
オープニングテーマ「ばくはつ五郎」
作詞 - 橋本淳 / 作曲・編曲 - 和田昭治 / 歌 - ザ・ワンダース
エンディングテーマ「涙はともだち」
作詞 - 橋本淳 / 作曲・編曲 - 和田昭治 / 歌 - ザ・ワンダース

### 挿入歌
「青空学園校歌」
作詞 - 林春生 / 作曲・編曲 - 司一郎 / 歌 - ザ・ワンダース
「青空学園応援歌」
作詞 - 林春生 / 作曲・編曲 - 司一郎 / 歌 - ザ・ワンダース
※主題歌・挿入歌の発売元は共にキングレコード。

### 各話リスト
| 回 | サブタイトル       | 脚本     |
| -- | ------------------ | -------- |
| 1  | 豆台風がやってきた | 吉岡道夫 |
| 2  | スターはいらない   | 田代淳二 |
| 3  | なだれ崩し         | 足立明   |
| 4  | 天下御免の親不孝   | 辻真先   |
| 5  | はなばなしき挑戦！ | 辻真先   |
| 6  | 犯人は俺じゃない！ | 高久進   |
| 7  | 帰って来たすごい奴 | 高久進   |
| 8  | 記者魂             | 辻真先   |
| 9  | 弱虫の勇気         | 吉岡道夫 |
| 10 | 負けるな一平       | 辻真先   |
| 11 | 秘められた必殺剣法 | 吉岡道夫 |
| 12 | 友情赤信号         | 田代淳二 |
| 13 | 友情の丘           | 高久進   |
| 14 | 大人だって許せない | 吉岡道夫 |
| 15 | ペンよりも強し     | 田代淳二 |
| 16 | 柔道まっしぐら     | 辻真先   |
| 17 | 男はつらい         | 田代淳二 |
| 18 | 小ちゃなチン入生   | 足立明   |
| 19 | 白球は死なず       | 田代淳二 |
| 20 | 恐怖の学園祭       | 高久進   |
| 21 | 炎の老犬           | 辻真先   |
| 22 | 青春超特急         | 吉岡道夫 |
| 23 | 青春に涙あり       | 吉岡道夫 |
| 24 | 危険な仲間         | 高久進   |
| 25 | 好敵手（ライバル） | 吉岡道夫 |
| 26 | 世界は俺のもの     | 吉岡道夫 |

### 放送局
- TBS（制作局）：金曜 19:00 - 19:30
- 北海道放送：金曜 19:00 - 19:30[1]
- 東北放送：金曜 19:00 - 19:30[2]
- 福島テレビ：日曜 9:00 - 9:30[3]
- 新潟放送：金曜 19:00 - 19:30[4]
- 北陸放送：月曜 16:55 - 17:25（本放送終了後に放送、1976年1月12日に最終回）[5]
- 福井放送：水曜 18:00 - 18:30[6]
- 中部日本放送（現・CBCテレビ）：金曜 19:00 - 19:30[7]

### コミカライズ
原作漫画とは別に、少年画報社の『少年画報』にアニメのコミカライズ版である『ばくはつ五郎』が1970年8号から同年19号まで連載されていた。作画担当は明石勉。